# Gábor Horváth (piłkarz)
Gábor Horváth (ur. 4 lipca 1985 w Székesfehérvárze) – węgierski piłkarz występujący na pozycji obrońcy. Zawodnik klubu Paksi SE.

## Kariera klubowa
Horváth zawodową karierę rozpoczynał w 2002 roku w Videotonie z Nemzeti Bajnokság I. W tych rozgrywkach zadebiutował 17 maja 2003 roku w przegranym 0:1 pojedynku z Békéscsabą. W 2004 roku jego klub zmienił nazwę na FC Fehérvar. W 2006 roku zdobył z klubem Puchar Węgier. 5 sierpnia 2006 roku w przegranym 1:2 spotkaniu z Sopronem. W 2008 oraz w 2009 roku wygrał z zespołem rozgrywki Pucharu Ligi Węgierskiej. W 2009 roku Fehérvar powrócił do nazwy Videoton. W 2010 roku Horváth wywalczył z klubem wicemistrzostwo Węgier.
W sierpniu 2010 roku został wypożyczony do holenderskiego zespołu NAC Breda. W Eredivisie pierwszy mecz zaliczył 12 września 2010 roku przeciwko Feyenoordowi (2:0). W 2011 roku przeszedł do ADO Den Haag. W 2013 roku został zawodnikiem Paksi SE.

## Kariera reprezentacyjna
W reprezentacji Węgier Horváth zadebiutował 14 listopada 2009 roku w przegranym 0:3 towarzyskim meczu z Belgią.